# بری گوردین
بری گوردین (انگلیسی: Barry Gordine؛ زادهٔ ۱ سپتامبر ۱۹۴۸) بازیکن فوتبال اهل بریتانیا است.
از باشگاه‌هایی که در آن بازی کرده‌است می‌توان به باشگاه فوتبال اولدهام اتلتیک اشاره کرد.